# Hugo Urbahns

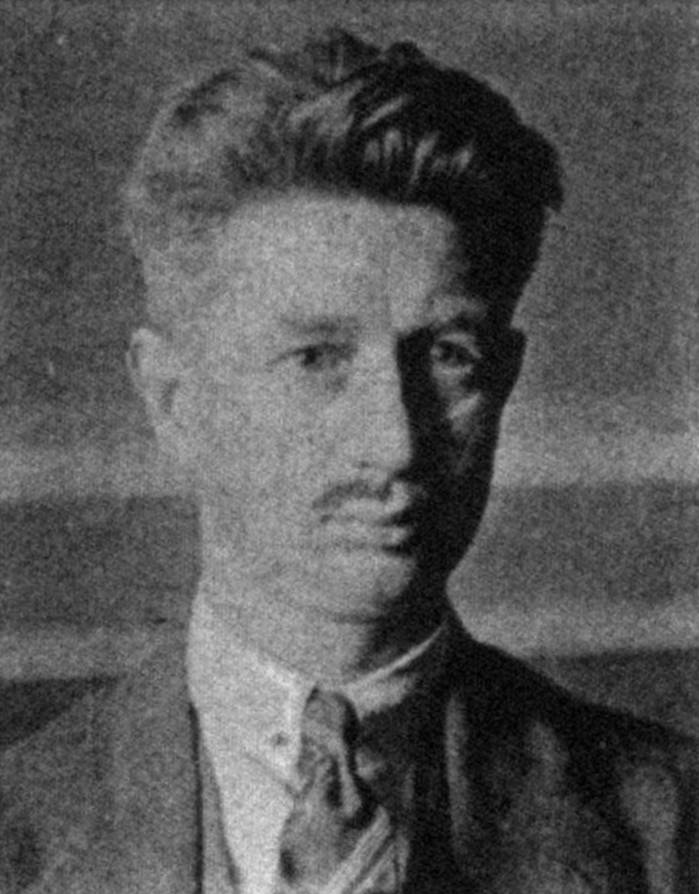
Hugo Urbahns, 1924

Hugo Urbahns (* 18. Februar 1890 in Lieth, Dithmarschen; † 16. November 1946 bei Stockholm) war ein kommunistischer Politiker.

## Leben
Aus bäuerlichen Verhältnissen stammend absolvierte Urbahns die Mittelschule und die Ausbildung zum Volksschullehrer in Bad Segeberg und dem damals noch zum Deutschen Reich gehörigen Tondern, anschließend war er in Schleswig-Holstein und Hamburg im Schuldienst tätig. Urbahns, der ab 1912 Kontakte zu sozialistischen Kreisen hatte, meldete sich zunächst freiwillig zum Kriegsdienst, wurde aber später wegen Tuberkulose ausgemustert.
Durch das Kriegserlebnis radikalisiert, schloss Urbahns sich in Hamburg dem Spartakusbund und nach ihrer Gründung der KPD an. In der Hamburger Parteiorganisation gehörte er zu der kleinen Minderheit, welche sich nach 1920 nicht der KAPD anschloss. Urbahns, der auch Delegierter auf dem Vereinigungsparteitag von KPD und USPD-Linke war, bildete 1921 bis 1924, u. a. mit dem aus der USPD kommenden Ernst Thälmann, die engere Führung der Hamburger KPD, die er seit 1921 auch in der Hamburger Bürgerschaft vertrat, wo er bald als scharfzüngiger Redner bekannt war.
Urbahns gehörte zum linken Parteiflügel, lehnte aber anders als die meisten KPD-Linken eine Zusammenarbeit mit der SPD in konkreten Aktionen nicht ab. Beim Hamburger Aufstand von 1923, in dessen Vorbereitung Urbahns zentral involviert war, fungierte er als politischer Leiter und als Verbindungsglied zwischen politischer und militärischer Aufstandsleitung und musste nach dem Scheitern der Erhebung untertauchen. Aus dem Untergrund kritisierte er, dass die Parteiführung um Heinrich Brandler und August Thalheimer die Aktion der Hamburger KPD nicht durch Erhebungen in anderen Regionen unterstützt hatte.
Als Urbahns Anfang 1924 auf einer Gedenkkundgebung zu Ehren von Rosa Luxemburg und Karl Liebknecht eine Rede hielt, wurde er festgenommen. Er blieb, obwohl er im Mai 1924 in den Reichstag gewählt worden war, bis Oktober 1925 inhaftiert. Im Januar 1925 wurde er als Hauptangeklagter, der während des Prozesses die volle politische Verantwortung für den Hamburger Aufstand übernahm, zu zehn Jahren Festungshaft verurteilt. Auf Grund seiner Abgeordnetenimmunität letztendlich freigelassen, nahm Urbahns seine politische Aktivität im Reichstag und im ZK der KPD, in das er im Juli 1925 in Abwesenheit gewählt worden war, auf. Bei den Fraktionskämpfen zählte er neben Ruth Fischer und Arkadi Maslow zu den profiliertesten Sprechern des linken Flügels und begann die sich entwickelnde stalinistische Generallinie der Partei und der Komintern zu kritisieren.
Im November 1926 wurde Urbahns aus der KPD ausgeschlossen, eine Solidarisierung durch die Erklärung der 1000 blieb erfolglos. Urbahns siedelte nach Berlin über und wurde zu einem führenden Vertreter der Parlamentariergruppe der Linken Kommunisten, der Linken Opposition in Deutschland, und war maßgeblich an der Gründung des Leninbundes beteiligt, dem er von 1928 bis 1933 vorstand. 1929/30 kam es zum Bruch mit Leo Trotzki, nachdem dieser die Ansicht von Urbahns, dass sich die Sowjetunion in Richtung Kapitalismus bewege und gegenüber China eine imperialistische Politik betriebe, vehement kritisierte. Ein Hauptaugenmerk richtete Urbahns seit 1929 auf das Zustandekommen einer antifaschistischen Einheitsfront gegen den Nationalsozialismus.
Nach der „Machtergreifung“ durch die NSDAP 1933 musste Urbahns, der in den Jahren zuvor die Nationalsozialisten verschiedentlich scharf angegriffen hatte, ins Ausland fliehen. Am 29. März 1934 veröffentlichte der Deutsche Reichsanzeiger die zweite Ausbürgerungsliste des Deutschen Reichs, durch welche er ausgebürgert wurde. Nach einem kurzen Aufenthalt in der Tschechoslowakischen Republik konnte er sich in Schweden niederlassen, wo er sich als Holzarbeiter und Drucker unter teilweise ärmlichen Bedingungen durchschlagen musste und versuchte, Exilstrukturen des Leninbundes aufrechtzuerhalten. 1936 bis 1938, während der Moskauer Prozesse, die Urbahns scharf attackierte, versuchte die sowjetische Botschaft in Stockholm unter Botschafterin Alexandra Kollontai, seine Ausweisung aus Schweden zu erreichen, was nur abgewendet werden konnte, weil kein anderes Land Urbahns aufnehmen wollte.
Nach dem Ende des Zweiten Weltkriegs lehnte Urbahns eine Rückkehr nach Deutschland ab.